# Гагарин, Дмитрий Иванович
Князь Дми́трий Ива́нович Гага́рин (25 февраля 1797 — 14 марта 1875) – русский офицер, генерал-лейтенант (1861). Керчь-Еникальский градоначальник (1852—1855).

## Биография
Сын князя Ивана Алексеевича Гагарина (1771 – 1832), участника Русско-турецкой войны 1787-1791, с 1796 года камергера, с 1810 года управляющего двора великой княгини Екатерины Павловны, сенатора с 1819, от первого брака с Елизаветой Ивановной, урождённой Балабиной (1773 – 1803).
Родился 25 февраля 1797 (в некоторых источниках в 1799). Закончил Пажеский корпус в 1816 году. Служил в Литовском уланском полку. Подполковник с 1838 года, полковник с 1844 года, произведен в генерал-майоры  (6.12.1851). Командир кавалерийской бригады. Назначался начальником Одесского карантина. Был назначен Керчь-Еникальским градоначальником (1852-1855). Градоначальство кн. Гагарина пришлось на Восточную войну, а в мае 1855 года союзный десант после бомбардировки занял Керчь. На действительной службе до 1860 года. Уволен в отставку 11 апреля 1861 с производством в генерал-лейтенанты. Умер 14 марта 1875 года.

## Семья
Женат на Софье Петровне, в девичестве Ивашкиной (вероятно дочь Ивашкина Петра Алексеевича (1762—1823) (генерал-майор, в 1808—1813 годах московский обер-полицмейстер)), брак 9 июня 1826 года.
Дети:
- Аделаида, в замужестве маркиза Паулуччи (1820-е – 1865);
- Пётр (1827 – 1888) - капитан, адъютант и биограф фельдмаршала князя А. И. Барятинского[6];
- Екатерина, в замужестве Горлова (1828 – 1904);
- Лидия (1829— ?);
- Иван (1830 – 1889);
- Александра, в замужестве Балабина (1834 – ?);
- Александр (1834 – 1866);
- Константин (1841 – 1916) — сенатор, Тифлисский и Рязанский губернатор. Тайный советник[7].